# Bias (syn Amytaona)
Bias (gr. Βίας Bías, łac. Bias) – w mitologii greckiej król Argos.
Bias był synem Amytaona, wnuka Eola. Jego żoną była Idomena, córka jego wuja Feresa.
Bias chciał poślubić córkę Neleusa – Pero. Ojciec postawił jednak warunek, przyszły mąż miał ukraść stada należące do Fylakosa (Ifiklesa), które pilnował groźny pies. Czynu tego dokonał jego brat Melampus, który otrzymał rękę Pero i odstąpił ją Biasowi.
Z Pero miał kilkoro dzieci : Talausa (Talaosa), Ariosa (Arejosa), Perialkesa, Leodakosa, Alfesiboję.
Melampus uzdrowił obłąkane córki Projtosa, (ukarane chorobą za sprzeciwianie się kultowi Dionizosa), który podzielił królestwo Argos pomiędzy siebie i dwóch synów Amytaona: Biasa i Melampusa. W kraju panowały wtedy jednocześnie trzy rody.
Gdy Bias osiadł w Argos poślubił córkę Projtosa -  Lysippę (Ifinassę). Miał z nią córkę - Anaksibię, którą później poślubił Pelias.
Nazwę Bias nosi po królu rzeka w Mesenii.